# Уинсорский университет
Уинсорский университет (англ. University of Windsor) — канадское высшее учебное заведение в городе Уинсоре (провинция Онтарио). Университет основан в 1963 году, инкорпорировав в свои структуры созданный ранее католический Университет Вознесения. Количество студентов на 140 учебных программах Уинсорского университета приближается к 16 тысячам, из них около 12 тысяч на первой академической степени.

## История
В 1857 году уинсорский приходской священник Пьер Пуант основал Колледж Вознесения (англ. Assumption College), целью которого было преподавание гуманитарных дисциплин. В 1858 году был сформулирован устав колледжа. До 1919 года управление колледжем осуществляли различные католические организации, а его программа в основном состояла из курсов, направленных на подготовку будущих семинаристов.
В 1919 году Колледж Вознесения стал филиалом Западного университета в Лондоне (Онтарио) (с 1923 года Университет Западного Онтарио); этот статус он сохранял до 1953 года, когда легислатура провинции Онтарио присвоила ему статус отдельного университета. В 1954 году Колледж Вознесения получил полное членство в Национальной конференции канадских университетов, в Совете университетского образования Онтарио и в Ассоциации Британского содружества. В 1956 году колледж был преобразован в Университет Вознесения, объединившись с Эссекс-колледжем, который осуществлял обучение в таких областях, как математика, физика, геология, сестринское дело и управление бизнесом. В 1962 году к Университету Вознесения присоединился женский Колледж Святых имён, деливший с ним территорию кампуса с 1950 года, и вскоре после этого был зарегистрирован Уинсорский университет. В 1963 и 1964 годах к его структуре в качестве филиалов были присоединены Колледж Святого спасителя, Кентербери-колледж (англиканская церковь) и Йона-колледж (Объединённая церковь Канады). Кентербери-колледж стал первым в мире англиканским колледжем, аффилированным с католическим университетом.
Уинсорский университет стал первым автономным вузом в Юго-Западном Онтарио с правом присвоения академических степеней. Университет стремительно рос в размерах — с 1500 студентов в 1967 до 8000 тысяч в 1977 году. Со времени формирования Уинсорского университета он подготовил более 100 тысяч выпускников. Среди выпускников университета — генеральные директора автомобильных концернов Chrysler (Томас Ласорда) и Fiat (Серджо Маркьонне), а также канадский хоккеист и сенатор Фрэнк Маховлич.

## Образовательная программа
Уинсорский университет предлагает 140 учебных программ в рамках следующих факультетов:
- гуманитарных и общественных наук
- точных наук
- бизнеса
- педагогического
- инженерного
- кинетики человека
- сестринского дела
- юридического
- а также магистратуры и докторантуры.

Площадь основного кампуса университета — 51 га. В 2012 году в центре Уинсора был открыт новый корпус университета — Центр инженерных инноваций Эда Ламли 28 000 м², переданный инженерному факультету. Под нужды университета также перестроены некоторые исторические здания в центре Уинсора, включая бывшее здание редакции газеты Windsor Star (ныне школа социальной работы) и бывший арсенал (в котором будет вестись преподавание киноискусства, музыки и изобразительного искусства). В состав Уинсорского университета входит Трансграничный институт (англ. Cross-Border Institute) и предлагаются совместные учебные программы с Мичиганским университетом и Университетом Уэйна; в рамках сотрудничества с Университетом Детройт-Мерси (англ. University of Detroit Mercy) предлагается также программа получения степени доктора права, позволяющей выпускникам заниматься юридической практикой как в США, так и в Канаде.
Количество студентов, получающих образование в Уинсорском университете, приближается к 16 тысячам, из них около 12 тысяч на первой академической степени. Иностранные студенты, представляющие почти сто стран, составляют 17 % общего количества учащихся.